# Callinectes similis
Callinectes similis är en kräftdjursart som beskrevs av A. B. Williams 1966. Callinectes similis ingår i släktet Callinectes och familjen simkrabbor. Inga underarter finns listade i Catalogue of Life.